# William Daniel Phillips
William Daniel Phillips (Wilkes-Barre, Pensilvania, 5 de noviembre de 1948) es un físico estadounidense. Ganó el Premio Nobel de Física en 1997 (junto con Claude Cohen-Tannoudji y Steven Chu)  por el desarrollo de métodos para enfriar y capturar átomos por láser.

## Biografía
Phillips nació en el seno de una familia de clase media formada por Mary Catherine Savino -descendiente de emigrantes católicos italianos- y William Cornelius Phillips -miembro de una familia metodista que descendía de galeses-. Sus padres, ambos universitarios, inculcaron a todos sus hijos, su interés por la formación académica. Phillips pronto desarrolló una precoz inclinación hacia las Ciencias y con 8 años, se reveló ya como un niño superdotado y fue incluido en un proyecto experimental de educación acelerada en la localidad de Butler, cerca de Pittsburgh, donde se había trasladado su familia. En 1959, la familia se afincó definitivamente en Camp Hill, cerca de Harrisburg.
En 1965, Phillips conoció a Jane Van Wynen, en sus últimos años de instituto, se licenció en física en el Juniata College en 1970, año en el que se casó y se trasladaron a Boston, doctorándose en el Instituto Tecnológico de Massachusetts en 1976; su tesis doctoral trataba sobre el momento magnético del protón en el agua.

## Trayectoria
Tras dos años como investigador postdoctoral en el MIT, Phillips se trasladó a Gaithersburg (Maryland), en 1978, para incorporarse a la NBS (National Bureau of Standards, u Oficina Nacional de Normas y Medidas), que poco después pasó a llamarse NITS (National Institute of Standards and Technology, o Instituto Nacional de Normas y Tecnología), y fue allí donde llevó a cabo su premiada investigación. Basándose en el trabajo de Chu, Phillips desarrolló nuevos y mejorados métodos para medir la temperatura de los átomos refrigerados por láser. En 1988 descubrió que los átomos alcanzaban una temperatura seis veces inferior al límite teórico previsto. Cohen-Tannoudji refinó la teoría para explicar los nuevos resultados, y él y Phillips siguieron investigando métodos para atrapar átomos enfriados a temperaturas aún más bajas.
Uno de los resultados del desarrollo de las técnicas de refrigeración por láser fue la primera observacióndel condensado de Bose-Einstein, en 1995, un nuevo estado de la materia predicho 70 años antes por Albert Einstein y el físico indio Satyendra Nath Bose. En este estado, los átomos se enfrían tanto y tan lentamente que se fusionan y se comportan como una sola entidad cuántica mucho mayor que cualquier átomo individual.
En 1997 ganó el Premio Nobel de Física (junto con Claude Cohen-Tannoudji y Steven Chu) por sus contribuciones al campo de la refrigeración mediante láser, una técnica para mover átomos en estado gaseoso para estudiarlos mejor desarrollados en el NIST. 
Phillips es cristiano protestante, miembro de una Iglesia metodista. es profesor de física en la Universidad de Maryland y también uno de los fundadores de la International Society for Science & Religion (Sociedad Internacional para la Ciencia y la Religión), que busca facilitar el diálogo entre ciencia y fe. Es también miembro de la Academia Pontificia de las Ciencias, y  desde 1995 es miembro de la Academia Americana de las Artes y las Ciencias y del NITS. Dos años más tarde fue nombrado miembro de la Academia Nacional de las Ciencias.